# هری میکپیس

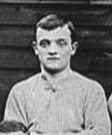
هری میکپیس

هری میکپیس (به انگلیسی: Harry Makepeace) بازیکن فوتبال زادهٔ ۲۲ اوت ۱۸۸۱ اهل کشور انگلستان که سابقهٔ بازی در تیم ملی فوتبال انگلستان را در کارنامهٔ خود دارد. وی در تاریخ ۷ آوریل ۱۹۰۶ نخستین بازی ملی خود را در مقابل تیم ملی فوتبال اسکاتلند انجام داد و با حضور در ۴ بازی ملی، در تاریخ ۲۳ مارس ۱۹۱۲ واپسین بازی ملی‌اش را در برابر تیم ملی فوتبال اسکاتلند برگزار کرد.